# Elecciones generales de Groenlandia de 2021
Las elecciones generales se celebraron en Groenlandia el 6 de abril de 2021, junto con las elecciones locales.

## Trasfondo
En noviembre de 2020, el primer ministro Kim Kielsen fue derrotado en una elección de liderazgo del partido Siumut, perdiendo ante Erik Jensen. Sin embargo, Kielsen no dimitió como Primer Ministro. La creciente rivalidad entre los dos y el desacuerdo sobre la mina Kvanefjeld llevó a los Demócratas a retirarse del gobierno de coalición, dejando a Siumut y Nunatta Qitornai con solo 12 de los 31 escaños en el Inatsisartut. Kielsen no logró formar un nuevo gobierno de coalición y el Inatsisartut votó a favor de celebrar elecciones anticipadas.

## Sistema electoral
Los 31 miembros del Inatsisartut son elegidos por representación proporcional en distritos multinominales. Los asientos se asignan mediante el método d'Hondt.

## Resultados
El Inuit Ataqatigiit se proclamó como vencedor con la promesa de cerrar el proyecto de explotación de tierras raras y uranio de Kuannarsuit. El 23 de abril Múte Bourup Egede asumió el cargo de Primer Ministro.
|                                    |                                    |        |       |         |       |
| Partido                            | Partido                            | Votos  | %     | Escaños | +/–   |
|                                    | Inuit Ataqatigiit                  | 9.933  | 37,44 | 12      | 4     |
|                                    | Siumut                             | 7.986  | 30,10 | 10      | 1     |
|                                    | Partii Naleraq                     | 3.252  | 12,26 | 4       | 0     |
|                                    | Demócratas                         | 2.454  | 9,25  | 3       | 3     |
|                                    | Atassut                            | 1.878  | 7,08  | 2       | 0     |
|                                    | Nunatta Qitornai                   | 639    | 2,41  | 0       | 1     |
|                                    | Partido de la Cooperación          | 376    | 1,42  | 0       | 1     |
|                                    | Independientes                     | 10     | 0,04  | 0       | Nuevo |
|                                    |                                    |        |       |         |       |
| Votos válidos                      | Votos válidos                      | 26.528 | 97,86 |         |       |
| Votos inválidos/en blanco          | Votos inválidos/en blanco          | 581    | 2,14  |         |       |
| Total                              | Total                              | 27.109 | 100   | 31      | 0     |
| Votantes registrados/participación | Votantes registrados/participación | 41.126 | 65,92 |         |       |
| Fuente: Qinersineq                 |                                    |        |       |         |       |